# Ruine Maisenburg
Die Ruine Maisenburg ist die Ruine einer Höhenburg auf 620 m ü. NN am Ende eines Plateaus über dem Lautertal bei dem Ortsteil Indelhausen der Stadt Hayingen im Landkreis Reutlingen in Baden-Württemberg.

## Geschichte
Die Burg wurde während des 12. Jahrhunderts von den Rittern von Maisenburg erbaut, und 1268 als Castrum Maisenburg erstmals erwähnt. Außer den Herren von Maisenburg waren später die Herren von Gundelfingen Besitzer der Burg. Von 1764 bis 2003 ist das Anwesen im Besitz der Familie von Speth, nach 1820 ist die Burg als Wohnsitz aufgegeben worden und verfiel. Nach dem Verfall der Kernburg wurde die Vorburg zum Wohnen umgebaut und für landwirtschaftliche Zwecke genutzt. 1991 und 1992 wurde die Anlage großzügig saniert. Seit 2003 wurde das Anwesen durch einen privaten Investor erworben.
Von der ehemaligen Burganlage der kleinen Burg mit starker staufischer Schildmauer mit Buckelquader, was auf einen Umbau im 13. bis 14. Jahrhundert hinweist, sind noch Reste eines Steinhauses erhalten.
Der noch erhaltene Gutsteil (Vorburg) wurde bis Ende 2005 aufwendig saniert und zu Ferienwohnungen sowie zu einem Festsaal ausgebaut.

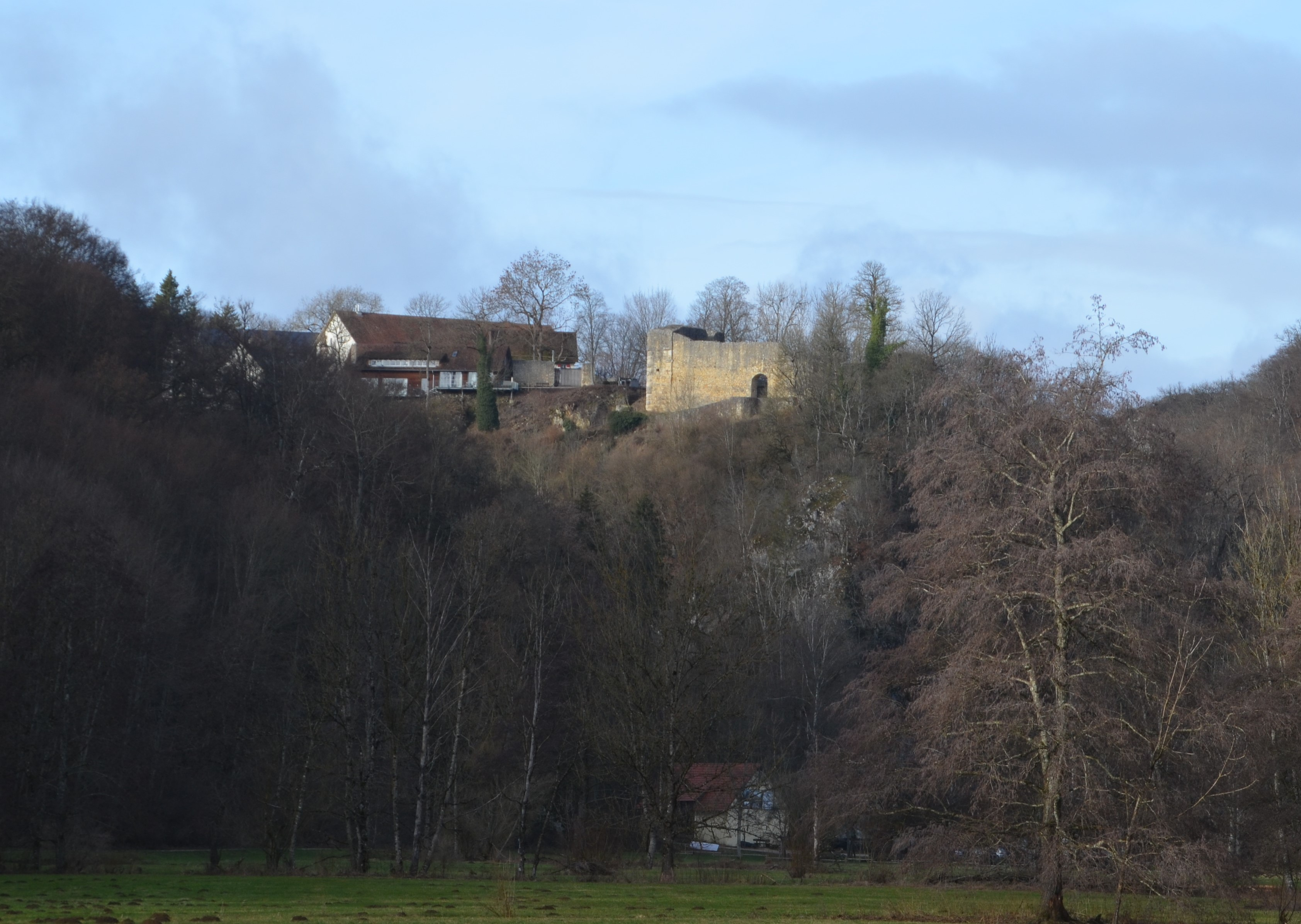
Ruine vom Großen Lautertal aus gesehen
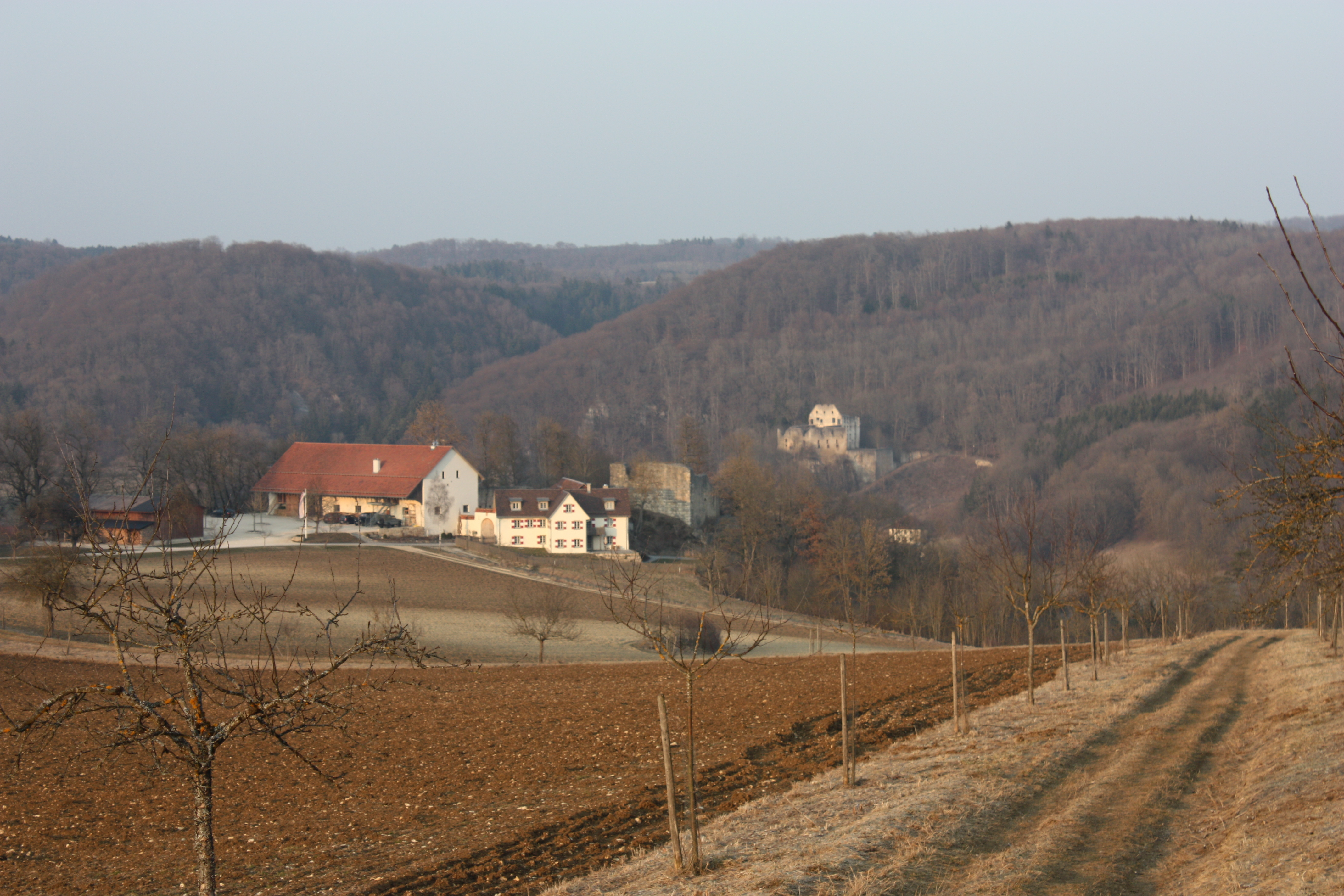
Im Vordergrund die Ruine Maisenburg mit dem erhaltenen Gutsteil, im Hintergrund die Ruine Schülzburg